# Petro Korol'
Petro Kindratovyč Korol' (in ucraino Петро Кіндратович Король?, in russo Пётр Кондратьевич Король?, Pёtr Kondrat'evič Korol'; Bredy, 2 gennaio 1941 – Leopoli, 2 luglio 2015) è stato un sollevatore sovietico, campione olimpico, mondiale ed europeo, che ha gareggiato nella categoria dei pesi leggeri (fino a 67,5 kg.).

## Biografia
Cresciuto a Leopoli da adolescente, provò vari sport prima di passare al sollevamento pesi nelle file dell'esercito sovietico, quando aveva già più di 20 anni, ma a metà degli anni '60 aveva raggiunto già dei buoni risultati nei pesi leggeri in ambito nazionale.
Dal 1966 iniziò anche a riportare ottimi risultati ai campionati nazionali sovietici, ma non riuscendo però a primeggiare fino al 1970. Fu solo nel 1971, quando aveva già trent'anni, che fece un balzo in avanti, arrivando secondo ai campionati sovietici, e da quel momento in poi fu schierato nelle grandi competizioni internazionali.
Ai campionati europei di Sofia del 1971 venne convocato per la prima volta come riserva, ma gli fu permesso di fare un tentativo di record mondiale fuori competizione nello slancio, che gli riuscì con 173,5 kg.
Nel 1972, a 31 anni, divenne campione nazionale sovietico, l'unico titolo nazionale vinto nella sua carriera, ma subì una profonda delusione quando non fu lui, ma il secondo classificato Mucharbij Kiržinov, a essere convocato ai successivi Giochi olimpici di Monaco, che videro poi proprio Kiržinov quale vincitore della medaglia d'oro. Tuttavia, Korol' rimase in attività, continuando ad allenarsi ed a gareggiare e raccogliendo i frutti della sua perseveranza dal 1974 al 1976, dopo aver anche tentato il salto di categoria nei pesi medi nel 1973 in occasione dell'esclusione della prova di distensione lenta dal programma del sollevamento pesi, per poi fare ritorno in quella dei pesi leggeri l'anno successivo. Durante questi anni Korol' vinse due medaglie d'oro ai Campionati mondiali di Manila 1974 e di Mosca 1975, questi ultimi validi anche come Campionati europei.
Questi risultati gli consentirono di guadagnarsi, per la prima volta nella sua carriera, la convocazione alle Olimpiadi di Montréal 1976, all'età di 35 anni, nonostante non avesse risultati ai campionati nazionali negli ultimi due anni.
Nella gara olimpica Korol' ottenne un buon risultato, terminando al secondo posto con 305 kg. nel totale (135 + 170), alle spalle del polacco Zbigniew Kaczmarek (307,5 kg.) e davanti al francese Daniel Senet (300 kg.). Successivamente, però, in seguito a un nuovo controllo dei test antidoping, Kaczmarek risultò positivo agli steroidi anabolizzanti, venendo pertanto squalificato e privato della medaglia d'oro olimpica, la quale venne così assegnata a Petro Korol', con avanzamento alla medaglia d'argento del francese Senet ed alla medaglia di bronzo dell'altro polacco Kazimierz Czarnecki.
La competizione olimpica del 1976 era valida anche come Campionato del mondo.
L'anno successivo Korol' mise termine alla sua carriera agonistica e divenne allenatore presso la Società sportiva Dynamo di Leopoli.
Durante la sua carriera realizzò complessivamente tre record del mondo nella categoria dei pesi leggeri, tutti nella prova di slancio.